# Chilo argentellus
Chilo argentellus là một loài bướm đêm trong họ Crambidae.